# DJ Horne
Damariae "DJ" Horne (Raleigh, Carolina del Norte; 31 de octubre de 2000) es un baloncestista estadounidense que pertenece a la plantilla del USC Heidelberg de la Basketball Bundesliga alemana. Con 1,88 metros de estatura, juega en la posición de base. 

## Trayectoria deportiva

### Universidad
Jugó dos temporadas con los Redbirds de la Universidad Estatal de Illinois, en las que promedió 11,5 puntos, 3,4 rebotes, 2,0 asistencias y 1,0 robos de balón por partido. En su primera temporada fue incluido en el mejor quinteto freshman de la Missouri Valley Conference. Tras la conclusión de la temporada 2020-21, ingresó en el portal de transferencias de la NCAA.
Decidió ser transferido a los Sun Devils de la Universidad Estatal de Arizona. Allí disputó otras dos temporadas, en las que promedió 12,5 puntos, 3,2 rebotes y 2,2 asistencias por encuentro. Después de concluir la segunda temporada, ingresó su nombre de nuevo en el portal de transferencias de la NCAA como transferencia de posgrado.
Fue transferido a los NC State de la Universidad Estatal de Carolina del Norte de su ciudad natal. Promedió 16,9 puntos, 3,5 rebotes y 2,1 asistencias por partido, siendo incluido en el tercer mejor quinteto de la Atlantic Coast Conference.

### Profesional
Tras no ser elegido en el Draft de la NBA de 2024, el 27 de junio firmó un contrato a prueba con los San Antonio Spurs, con quienes disputó las Ligas de Verano de la NBA.
El 14 de agosto firmó contrato con el USC Heidelberg de la Basketball Bundesliga alemana.